# بت (میشیگان)
بت (به انگلیسی: Bath) یک منطقهٔ مسکونی در ایالات متحده آمریکا است که در شهرستان کلینتون، میشیگان واقع شده‌است. بت ۱۵٫۴ کیلومتر مربع مساحت و ۲٬۰۸۳ نفر جمعیت دارد و ۲۶۱ متر بالاتر از سطح دریا واقع شده‌است.